# Antonius Catharina Hubertus Ignatius von Heyden
Antonius Catharina Hubertus Ignatius von Heyden (Tubbergen, 31 juli 1859 — Milwaukee, 1935) was een Nederlands bestuurder. Hij was tussen 1886 en 1895 burgemeester van Weerselo. 

## Levensloop
Von Heyden werd geboren op havezate De Eeshof in Tubbergen. Zijn moeder was een verwant aan het geslacht Von Bönninghausen, zijn vader aan het geslacht Van Heiden. Begin 1886 werd Von Heyden burgemeester van Weerselo. Hij volgde in die hoedanigheid zijn neef Egon von Bönninghausen op.   
In januari 1895 werd Von Heyden gearresteerd op verdenking van valsheid in geschrifte en werd hij gevangengezet in het huis van bewaring in Almelo. De zaak betrof een dubbel aangevraagde lening, hetgeen Von Heyden na zijn arrestatie direct bekend heeft. Op 16 februari volgde de rechtszaak in de rechtbank van Almelo, waarna hij ontslagen werd als burgemeester.
Von Heyden overleed in 1935 in het Amerikaanse Milwaukee. Voetballer en burgemeester van Rosmalen Felix von Heijden was een zoon van hem. Zijn andere zoon, Hubertus, was ritmeester en ordonnans officier van koningin Wilhelmina. 